# Barranca (Peru)
Barranca ist die Hauptstadt der Provinz Barranca im Norden der Region Lima in West-Peru. 

## Geografie
Die Stadt Barranca liegt 165 km nordnordwestlich der Landeshauptstadt Lima im äußersten Norden der Region Lima an der Pazifikküste und im Distrikt Barranca. Der Fluss Río Pativilca mündet 3,5 km nordwestlich der Stadt ins Meer.
Beim Zensus 2017 wurden 58.749 Einwohner gezählt. Im Jahr 2007 lag die Einwohnerzahl bei 53.964.

## Wirtschaft und Verkehr
Es gibt verschiedene Industriebetriebe. Unter anderem wird Fischmehl produziert.
In der ersten Hälfte des 20. Jahrhunderts war die Stadt an drei Bahnen angeschlossen, die jede eine andere Spurweite aufwiesen:
- Bahnstrecke Puerto Supe–Paramonga (1067 mm Kapspur)
- Überlandstraßenbahn Puerto Supe–Alpas (600 mm)
- Zweigstrecke der Bahnstrecke Ancón–Sayan der Ferrocarril Noroeste del Perú (Peruanische Nordwest-Bahn) (914 mm)

Alle diese Bahnen wurden spätestens bis Mitte der 1960er Jahre stillgelegt.